# إيجور بافلوف (رياضي)
إيجور بافلوف (بالروسية: Павлов, Игорь Владимирович) مواليد 18 يوليو 1979 في موسكو، هو لاعب قفز بالزانة روسي. شارك في دورة الألعاب الأولمبية.

## سجل المنافسة
| العام      | المسابقة                                    | المكان             | المركز     | ملاحظة     |
| يمثل روسيا | يمثل روسيا                                  | يمثل روسيا         | يمثل روسيا | يمثل روسيا |
| ---------- | ------------------------------------------- | ------------------ | ---------- | ---------- |
| 2003       | الألعاب الجامعية الصيفية 2003               | دايغو              | 2          | 5.65 م     |
| 2004       | بطولة العالم لألعاب القوى داخل الصالات 2004 | بودابست            | 1          | 5.80 م     |
| 2004       | الألعاب الأولمبية الصيفية 2004              | أثينا              | 4          | 5.80 م     |
| 2004       | نهائي ألعاب القوى العالمي 2004              | مونت كارلو         | 8          | 5.45 م     |
| 2005       | بطولة أوروبا لألعاب القوى داخل الصالات 2005 | مدريد              | 1          | 5.90 م     |
| 2005       | بطولة العالم لألعاب القوى 2005              | هلسنكي             | 4          | 5.65 م     |
| 2005       | نهائي ألعاب القوى العالمي 2005              | مونت كارلو         | 3          | 5.60 م     |
| 2006       | بطولة العالم لألعاب القوى داخل الصالات 2006 | موسكو              | 12         | 5.55 م     |
| 2007       | بطولة أوروبا لألعاب القوى داخل الصالات 2007 | برمنغهام (إنجلترا) | 9          | 5.55 م     |
| 2007       | بطولة العالم لألعاب القوى 2007              | أوساكا             | 4          | 5.81 م     |
| 2008       | الألعاب الأولمبية الصيفية 2008              | بكين               | 9          | 5.60 م     |
| 2009       | بطولة العالم لألعاب القوى 2009              | برلين              | 16         | 5.55 م     |
| 2011       | بطولة أوروبا لألعاب القوى داخل الصالات 2011 | باريس              | 7          | 5.51 م     |

## روابط خارجية
- إيجور بافلوف على موقع الاتحاد الدولي لألعاب القوى (الإنجليزية)
- إيجور بافلوف على موقع الدوري الماسي (الإنجليزية)
- إيجور بافلوف على موقع أوليمبيديا (الإنجليزية)